# Jakov Železnjak
Jakov Il'ič Železnjak (in russo Яков Ильич Железняк?, in ucraino Яків Ілліч Железняк?, Jakiv Illič Železnjak; Odessa, 10 aprile 1941) è un ex tiratore a segno sovietico, dal 1991 ucraino.

## Palmarès

### Olimpiadi
- 1 medaglia:
  - 1 oro (Monaco di Baviera 1972 nei 50 metri bersaglio mobile)